# Gheorghe Arsenescu
Gheorghe Arsenescu (n. 31 mai 1907, Câmpulung, județul Argeș, Regatul României – d. 29 mai 1962, închisoarea Jilava, Jilava, județul Ilfov, Republica Populară Română) a fost un ofițer român care a condus o mișcare anticomunistă în România după cel de-Al Doilea Război Mondial.

## Rezistența din munți
Locotenent colonelul Gheorghe I. Arsenescu a fost trecut în cadrul disponibil pe baza legii nr. 433 din 1946 și apoi, din oficiu, în poziția de rezervă la 18 august 1947.
Colonelul Arsenescu, împreună cu un coleg de armată, ofițerul Toma Arnăuțoiu, au format un grup numit Haiducii Muscelului. Grupul lui Arsenescu a operat în sudul Munților Făgăraș. El a fost capturat de Securitate în 1961 și executat în 1962 la închisoarea Jilava. Un membru notabil al mișcării de rezistență a lui Arsenescu a fost Elisabeta Rizea, care a fost capturată de Securitate odată cu Gheorghe Arsenescu.